# Ян Язловецький-Монастирський

Герб Абданк

Ян Язловецький-Монастирський, або Ян Монасти́рський гербу Абданк (? — після 1471 / бл.1492) — польський шляхтич, урядник Королівства Польського.

## Біографія
Третій син старости генерального подільського Теодорика Бучацького-Язловецького гербу Абданк — дідича Язлівця, засновника гілки роду Бучацьких — Язловецьких, та, імовірно, його дружини Катажини з Мартинова, у посаг якої входили Язловець, Мартинів (ймовірно, нині Старий Мартинів), Монастирище, розташоване за 18 км від головної резиденції роду — міста Бучач.
Після смерті батька, загибелі найстаршого брата Бартоша успадкував частину маєтностей родини (разом зі старшим братом Міхалом). У багатьох документах тих часів (зокрема, у найдавніших записах галицьких судів) записано: Міхал та Ян на Бучачі та Язловці, рідні брати нероздільні.

### Маєтності
У власності мав:
- села Порохова, якому надав права містечка (або маґдебурґію),[5] Коростятин,[3] Ляцьке,[6] Чернелиця,[7] Переволока
- міста Язловець, Бариш (разом із братом Міхалом), Монастириська.

### Меценат
Заклав у Монастириськах (Монастирищі) свою резиденцію, став підписуватись Монастирський.

1467 року в Язловці, разом із братом Михайлом, в присутності шляхтичів та ксьондзів, підтвердив привілей батька для язловецького костелу Марії Маґдалини, примножив його утримання.

### Сім'я
У шлюбі з Барбарою з Олеська (з Сєнненських — тодішніх власників Олеська) народився єдиний відомий син Миколай Язловецький-Монастирський (пом. 1555) — каштелян кам'янецький.